# حديقة طريق توباز الوطنية
طريق توباز هي حديقة وطنية في ولاية كوينزلاند، أستراليا، 1348 كم شمال غرب بريزبان.